# Zgornje Hoče
Zgornje Hoče so naselje v Občini Hoče - Slivnica.